# Marie-Thérèse de La Ferté-Imbault

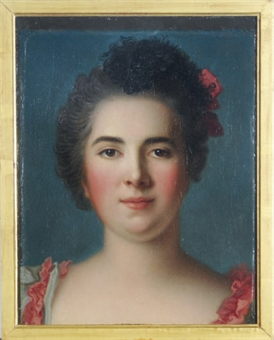
Madame de La Ferté-Imbault in un ritratto di Jean-Marc Nattier

Marie-Thérèse de La Ferté-Imbault marchesa d’Étampes, (nata Geoffrin) (Parigi, 20 aprile 1715 – Parigi, 15 maggio 1791) fu un personaggio molto noto della mondanità francese del XVIII secolo che con il suo salotto letterario rivaleggiò con la madre Madame Geoffrin, famosa salottiera parigina.

## Biografia[2]
Marie-Thérèse Geoffrin era nata nel 1715 dal matrimonio tra Pierre François Geoffrin, ricco borghese a cui era stata affidata la gestione e le conseguenti ricche rendite della "Manifacture royale des glaces" (Industria reale dei vetri) di Saint-Gobain, e Marie-Thérèse Rodet, orfana quindicenne di trentaquattro anni più giovane del marito. La vita di Marie-Thérèse fu tutta caratterizzata dalla ostilità nei confronti della madre dalla quale la separavano appena quattordici anni di differenza.
Secondo quanto racconta la figlia a sconvolgere i rapporti con la madre era stata la «passione per i gens d'esprit (intellettuali)» che questa aveva sviluppato frequentando il salotto di madame de Tencin e quando aveva cominciato ad allestirne uno proprio. Alla morte di madame Tencin nel 1749 madame Geoffrin ne aveva accolto gli intellettuali nel proprio salotto che, come scrisse Sainte-Beuve, era «il più completo, meglio organizzato e meglio amministrato del tempo», e che sarebbe stato per un lungo periodo il centro della vita culturale francese.

### I dissidi famigliari
Il marito aveva inutilmente cercato di dissuadere la moglie da questa impresa che implicava la frequentazione anche di persone dalla incerta moralità, come quella della stessa Madame Tencin, ritenendo evidenti le «carenze morali di tutte quelle grandi menti, sul loro orgoglio, sull'assenza di amicizia fra loro»
I continui litigi sull'argomento avevano turbato la giovane Marie-Thérèse che «avendo esattamente il [...] carattere» del padre e sentendo «una istintiva avversione» per quello della madre imputava all'ambizione e alla vanagloria di questa la fine della pace familiare e le umiliazioni del padre.
Di fronte alle resistenze della figlia madame Geoffrin reagì con durezza con continue reprimende e punizioni convinta com'era di essere nel giusto con i suoi metodi pedagogici che del resto applicava anche nei confronti del giovane Stanislao II Augusto Poniatowski, futuro re di Polonia, che visse sotto la sua protezione nei mesi che aveva passato in Francia nel 1753. Scrisse in seguito Poniatowski: «La sua estrema vivacità conferisce un'energia particolare alla sua approvazione e alla sua disapprovazione»: «la sua
natura era così impetuosa» che quando «si irritava ...perdeva completamente il controllo di quello che diceva» non trattenendosi neppure quando il giovane era ormai divenuto re di Polonia. («Mamma, sono re, non sgridatemi!»)
La stessa sicurezza incrollabile nelle proprie convinzioni la spingeva a sentirsi responsabile dei comportamenti altrui per cui «indottrinava volentieri gli amici che amavano i suoi consigli. Ma si arrabbiava terribilmente con coloro che non li seguivano».

### L'insofferenza tra madre e figlia
Col passare degli anni questa reciproca insofferenza era destinata ad aumentare. Scrive Poniatowski nelle sue memorie: «Madame Geoffrin mi ha detto tante volte: "mia figlia ha un buon carattere, ma non ci acconciamo l'una all'altra più di quanto si acconcino una capra e una carpa" ... Così confesso che sebbene le amassi molto entrambe, ero molto contento di non vederle assieme; perché tra una Madame Geoffrin di buon umore e una irritata intercorreva la stessa differenza che vi è tra un bel cielo nel più bel clima del mondo e una burrasca nelle regioni meno temperate».
I termini usati da Madame Geoffrin per descrivere la figlia non erano certo lusinghieri e rivelavano un astio che continuava nel tempo quando ella si lamentava ad esempio con Julie de Lespinasse e con d’Alembert di identificarsi con «una gallina che aveva covato un uovo d'anatra».

### La liberazione dalla tutela materna
L'occasione per liberarsi dalla soffocante tutela della madre e contrapporsi più efficacemente al suo autoritarismo fu per Marie-Thérèse diciottenne il matrimonio combinato con Philippe-Charles d'Étampes, marchese di La Ferté-Imbault così descritto il giorno del fidanzamento: «La presentazione si fece a casa della présidente Ferrant, che disse a Monsieur de La Ferté-Imbault di far mostra di tutti i suoi talenti e, di conseguenza, lui esordì recitandomi la dichiarazione che Orosmane fa a Zaïre. Tutti applaudirono e io mi sentii pervasa da un freddo glaciale»
Quattro anni dopo la giovane moglie salutava con sarcasmo la morte per tubercolosi del marchese:«Era bello senza essere gradevole, era brillante ma mancava di solidità e di raziocinio, componeva versi a tutto spiano, scriveva tragedie, recitava, possedeva un reggimento, ma suo padre non gli dava di che mantenerlo, e dunque bisognava assolutamente che sposasse una ragazza ricca»
Con la morte dei suoceri, personaggi avari, retrivi, arroganti, poco dopo appena quella del marito, Marie-Thérèse d'Étampes marchesa de La Ferté-Imbault, dopo aver ridato stima e onore alla famiglia dei d'Étampes risolvendo generosamente a sue spese le loro intricate questioni d'interesse, poteva ormai liberamente e fortemente contrapporsi, ormai entrata ed accolta nel mondo dell'alta nobiltà, alla borghese madame Geoffrin.

### La carriera mondana di Madame de La Ferté-Imbault
Le due donne si incontravano quotidianamente in una convivenza forzata nel palazzo di rue Saint-Honoré, di proprietà della famiglia, sino a quando, dopo la morte della figlia tredicenne, Madame de La Ferté-Imbault si trasferì al piano superiore del palazzo da dove cominciò a tessere la sua rete di amicizie con il gran mondo dell'aristocrazia di corte sino a diventare intima della contessa di Marsan, governante dei figli del re, che la farà partecipe del «partito devoto», molto vicino al Delfino.
Ormai vecchia descrisse così il suo cursus honorum: «Diventata libera e vedova ...mi sono consacrata al Grand Monde e a una vita di svago (che amo fino a un certo punto), e a corte come in città ho passato in rassegna tutta quella che viene chiamata la bonne compagnie.»
Nella sua carriera mondana Madame de La Ferté-Imbault non trascurò la sua formazione culturale che avvenne con la guida di tre tutori frequentatori illustri ed assidui del salotto della madre: Fontenelle, Montesquieu e l'abate di Saint-Pierre che ne curò la formazione morale.

### La maschera della gaiezza

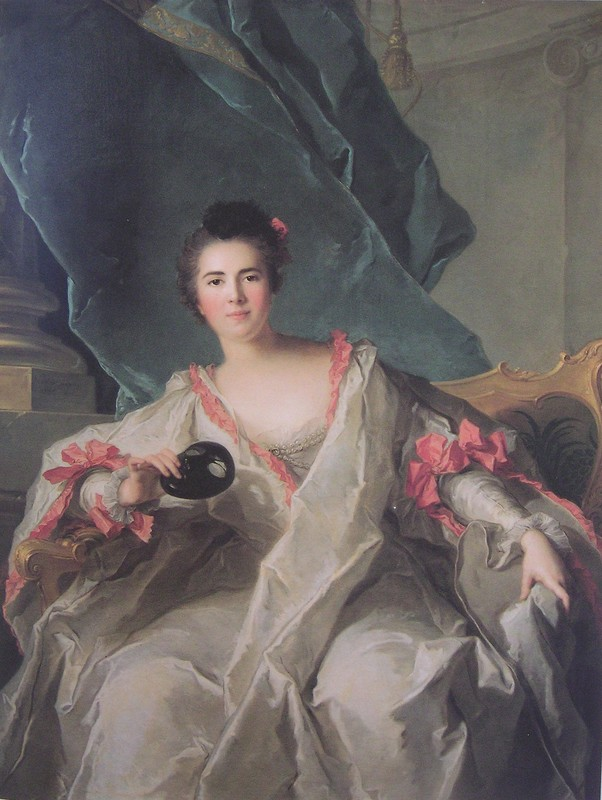
Marie-Thérèse de La Ferté-Imbault ritratta da Jean-Marc Nattier

Per le donne del '700 mostrare di possedere una buona cultura non era però la chiave d'accesso giusta per essere accettati dal mondo maschile degli intellettuali: allora Marie-Thérèse indossò la veste dell'umorismo e della giocondità che rendeva piacevoli e leggere le conversazioni mondane nel suo salotto.
Ben lo aveva capito il diplomatico tedesco Gleichen che scriveva nelle sue memorie:
In quest'ambito giocoso un rovesciamento della seriosità dei "philosophes" e dei salotti dei razionalisti illuministi fu nel 1775 la fondazione, originata da un'idea della marchesa, della beffarda associazione dell'Ordre des Lanturelus (o Lanturlus) i cui membri, ostentando la loro stravaganza si dedicavano alla presa in giro di sé stessi e degli eminenti personaggi delle cronache mondane e politiche attraverso componimenti poetici in cui vi era l'obbligo di rimare con la parole "lanturelu, lanturelu, lanturelu".

### Una buona cattolica
Marie-Thérèse si serviva della gaiezza non solo per allontanare le "avances" di corteggiatori che avrebbero danneggiato con petegolezzi da salotto la sua figura morale ma anche per non impegnarsi in questioni più serie non schierandosi apertamente nelle polemiche religiose tra il "partito dei devoti", tra i quali contava molte amicizie, e i giansenisti. Ella pensava infatti che «esisteva una religione cattolica apostolica e romana prima ancora che giansenista e molinista, che ero nata con la passione degli antichi, che facevo con molta difficoltà conoscenza con i moderni, che giansenisti e molinisti mi parevano estremamente moderni rispetto all'antichità della religione e che non avevo ancora avuto né il tempo né la volontà di fare conoscenza con loro.»
Quindi non giansenista ma neppure bigotta: «In gioventù sentivo che se fossi vissuta ad Atene, al tempo di Zenone, sarei stata stoica. Poiché sono nata cattolica, apostolica e romana, il mio cuore e il mio spirito sono con Malebranche»
Un comportamento decisamente ostile e non sfuggente la marchesa d'Étampes aveva invece nei confronti degli enciclopedisti e non solo perché questi erano assidui frequentatori del salotto della madre ma perché ella vedeva in loro i più pericolosi nemici di quel regime monarchico e di quella aristocrazia a cui si sentiva di appartenere. Era soprattutto la polemica anticlericale che Marie-Thérèse rimproverava agli illuministi come d'Alembert e Voltaire «i più abili speziali - come scriveva - in fatto di nuovi veleni mai esistiti in precedenza»
La morale religiosa cristiana secondo la marchesa poteva realizzare invece l'ideale illuminista della felicità. Una visione questa presente nell'età dei lumi accanto e in contrapposizione all'anticlericalismo dei "philosophes" con i quali, tuttavia, Madame de La Ferté-Imbault condivideva la critica razionale al dispotismo che ella ben conosceva per le sue frequentazioni nella corte del sovrano tramite la sua amicizia con il conte di Maurepas, segretario di Stato e poi potente ministro di Luigi XV e di Luigi XVI.

### Un tentativo di riconciliazione
Il 2 maggio 1775, ormai sessantenne Marie-Thérèse inviava alla madre una sorta di suo programma per la vecchiaia ("Mon plan de vie pour ma vieillesse") dove descriveva sinceramente se stessa, con il suo carattere e le sue convinzioni, e in più riconosceva i suoi difetti dichiarando che «Mi impegno a non mostrarmi mai umorale, né con lei né con le persone della sua cerchia che non mi piacciono...Siamo arrivate a un'età in cui la piccola differenza di anni che c'è tra noi ci avvicina l'una all'altra più come sorelle che come madre e figlia. E poiché la diversità dei nostri gusti non ha mai distrutto la solida stima e amicizia che regna tra noi da quando ho l'età della ragione, si può dire che questa diversità ha forse contribuito alla nostra felicità attuale ... Godiamo del mutamento dei nostri caratteri e dell'effetto della ragione e del tempo, e se la vita è un passaggio, su questo passaggio seminiamo fiori».
Madame Geoffrin ringraziò la figlia delle parole d'affetto ricevute ma i rapporti tra le due salottiere rimasero, se non in conflitto, ispirate a una pace separata.

### La vittoria finale

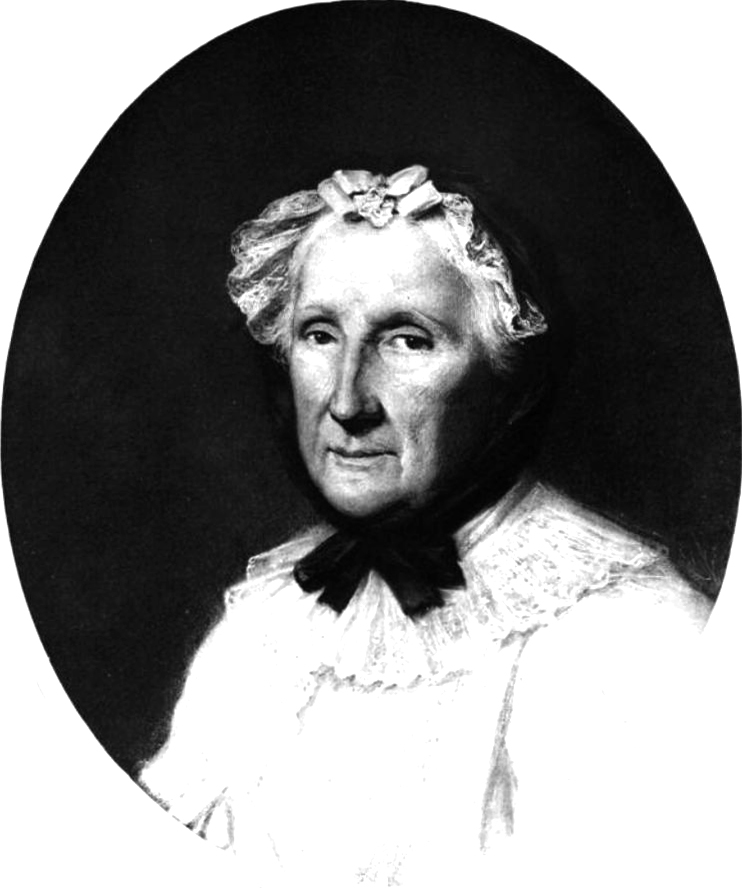
Madame Marie-Thérèse Rodet Geoffrin in età avanzata

contenti, e il mio trionfo è completo.»
Marie-Thérèse rivendicò invece i suoi diritti affettivi di figlia quando «per un attacco apoplettico, Madame Geoffrin essendo caduta in una condizione di languore che le impediva l'uso di tutte le sue facoltà [...] decise di non ricevere più i personaggi del salotto di sua madre e non del suo. Ella [fece] serrare la porta ai signori D'Alembert, Mormontel ed altri, tutti antichi amici di sua madre, che ella non poteva soffrire poiché erano enciclopedisti. (...) »
Uno scontro accanito nacque così al capezzale di Madame Geoffrin tra D'Alembert, sostenuto dagli enciclopedisti, e il "partito dei devoti" che tra reciproci insulti, tentativi falliti di composizione, vide alla fine la vittoria di Madame de La Ferté-Imbault che riuscì ad estromettere gli enciclopedisti dalla casa di rue Saint-Honoré.
«Ignoriamo cosa pensasse di questa triste contesa la diretta interessata. Nell'anno che le restava ancora da vivere, malata e stanca, avrebbe dato prova del consueto buon senso, rassegnandosi alle decisioni della figlia che ormai aveva preso le redini del comando. Solo una volta, racconta Madame d'Épinay in una lettera all'abate Galiani, l'anziana signora convocò di nascosto il domestico dei coniugi Suard
e si fece dare [...] notizie [dei suoi amici] senza riuscire a trattenere le lacrime.»

### Una triste morte
Quando nel 1791 sopraggiunse la morte, Madame de La Ferté-Imbault, la regina dei Lantulerus, aveva ormai perso da tempo la voglia di giocare e di criticare ferocemente i "philosophes" per batterli come all'epoca della morte della madre. Avere lasciato a questi, ormai vittoriosi negli avvenimenti del 1789, libertà di parola negli Stati generali era, secondo la marchesa, una delle maggiori colpe della monarchia che aveva così distrutto se stessa.
Scriveva nel 28 settembre del 1790 che la fine del suo mondo, giunta con la Rivoluzione, era da addebitarsi alla miope politica de «i ministri del regno di Luigi XV e quelli del regno di Luigi XVI, non avendo fatto uso alcuno della Ragione nel loro modo di governare, hanno dato, come si vede, la possibilità a tutti i sediziosi di armarsi e di coalizzarsi per distruggere la monarchia francese».